# Le Folgoët
Le Folgoët (en bretó Ar Folgoad) és un municipi francès, situat a la regió de Bretanya, al departament de Finisterre. L'any 2006 tenia 3.045 habitants. El consell municipal ha aprovat la carta Ya d'ar brezhoneg.

## Història
- 1409 : fundació pel duc Joan V de la capella de Folgoët amb el nom de Notre-Dame
- 1790 : la parròquia de Guiquelleau és erigida en comuna amb el nom de Le Folgoët
- 23 d'agost de 1829 : és transferit el centre parroquial de Guiquelleau a Le Folgoët

## Demografia
| 1962                                       | 1968  | 1975  | 1982  | 1990  | 1999  |
| ------------------------------------------ | ----- | ----- | ----- | ----- | ----- |
| 1.309                                      | 1.459 | 2.220 | 2.816 | 3.094 | 3.110 |
| Des de 1962: població sense dobles comptes |       |       |       |       |       |

## Administració
| Període | Identitat      | Partit |
| ------- | -------------- | ------ |
| 2008-   | Bernard Tanguy |        |